# Bukovje (Brežice)
Bukovje é um assentamento localizado no município de Brežice na Eslovênia. Possuía uma população estimada de 61 habitantes em 2020.